# Jeanne d'Arc Le Béarn
La Jeanne d'Arc Le Béarn, connue sous le nom de JAB de Pau, voire JAB, est un club omnisports de la ville de Pau. Le club a été fondé en 1902 par l'abbé Lasplaces, vicaire à la paroisse Saint-Martin de Pau, et l'abbé Coré sous le nom de « patronage Saint-Martin ». La JAB de Pau prend son nom actuel en 1909.
La JAB fête son centenaire en 2002 dans son stade, les festivités sont organisées par Jean-Michel Larqué, avec la présence du Variétés Club de France et de l'ancien maire de Pau André Labarrère, qui déclare alors que « La JAB est une institution à Pau ». La JAB de Pau compte trois vainqueurs du concours du jeune footballeur obtenus chacun à 7 ans d'intervalles, en la personne de Jean-Michel Larqué (1964), Dominique Vésir (1971) et Serge Torreilles (1978).
Les installations sont la propriété de la paroisse Saint-Martin depuis 1908, le club assumant loyer et taxes. À sa création, le patronage s'illustre rapidement par ses performances en gymnastique et en football-rugby. C'est durant la Première Guerre mondiale que l'on trouve les premiers témoignages écrits de l'appellation JAB.
À la fin de la guerre, le « Béarn Sporting Club », émanation sportive du patronage de la Jeanne d'Arc Le Béarn est créée officiellement le 24 avril 1922 par Joseph Terré, afin de pratiquer l'athlétisme et le rugby à XV. À partir de cette date, la pratique sportive au sein du patronage s'oriente vers le rugby à XV, sport le plus populaire en Béarn. Les rugbymen sont finalistes de 4e série en 1923, sous cette appellation de « Béarn SC », avant de disparaitre en 1924, lorsque Joseph Terré déménage à Toulouse et prend la présidence du TOEC.
C'est ainsi que le patronage se consacre alors au football, puis au fil des années, d'autres sections s'ajoutent avec l'athlétisme, le cross-country, la pelote basque, le tir et le basket-ball.
Le football devient la principale discipline du patro dans les années 1940 et confirme à la Libération, après la disparition du Rugby à XV à la suite de la dissolution du « Béarn Sporting Club ». Jean Brouchin, attaquant de la JAB fort estimé, est tombé au champ d'honneur en 1944 pendant la Seconde Guerre mondiale, et le stade est rebaptisé en honneur à la Libération.

## Histoire

### Fondation
Au tournant du XXe siècle, la paroisse de Saint-Martin constituait un regroupement de familles aristocratiques nombreuses, ainsi qu'un petit groupe d'ouvriers, unis par l'esprit profondément chrétien qui caractérisait la paroisse. En décembre 1902, les abbés P. Lasplaces et Coré, vicaires de la paroisse Saint-Martin, se lancèrent dans une entreprise visant à organiser une messe spéciale pour les garçons tous les dimanches à huit heures, suivie de la création de deux patronages. L'abbé Laplaces prit la direction du patronage destiné aux enfants de l'école laïque, tandis que l'abbé Coré s'occupa du patronage pour les enfants de l'école libre. Chaque patronage disposa de son propre local, l'un situé rue Bonado et l'autre à la Place des États, où une salle spacieuse sembla suffisante initialement.
Après six mois d'existence, le patronage des enfants de l'école libre, situé rue Bonado, cessa ses activités. En revanche, le patronage des enfants de l'école laïque survécut et réunissait chaque jeudi de 20 à 30 enfants pour des séances de gymnastique hebdomadaires à la plaine de Billère, au Champ Bourda ou même à l'asile Saint-Léon, sur la route de Tarbes. Au début des années 1910, leur nombre avait atteint une centaine chaque semaine.
En 1908, l'Archiprêtre estima nécessaire de fournir une résidence permanente à ce patronage itinérant et leur octroya le vaste local au pied du Parc Beaumont, qui deviendra plus tard le stade Jean-Brouchin, futur stade Jean-Larqué.
En 1909, la Section paloise omnisports et l'Association Bourbaki étaient les deux clubs sportifs emblématiques de la ville de Pau, et une troisième association vit le jour sous la direction de l'abbé Pataa. Celui-ci se chargea de l'acquisition d'un terrain sur les rives de l'Ousse et fit construire un petit pont ainsi qu'une conciergerie. Ainsi naquit la Jeanne d'Arc Le Béarn (J.A.B). Bien que ses débuts fussent modestes, l'enthousiasme était présent. Après la fanfare et les fifres, une section de gymnastique fut créée sous la direction de Marius Puybasset. Une salle d'entraînement fut également construite.
Le patronage Saint-Martin, désormais connu sous le nom de JAB, devint le principal concurrent catholique de l'Association Bourbaki jusqu'à la Seconde Guerre mondiale, qui marqua le début du déclin des patronages dans la société paloise.
Sur le terrain de sport, le rugby était pratiqué et des matchs étaient disputés contre des équipes régionales. Parmi ces pionniers, Théophile Cambre se distingua et devint par la suite un célèbre international après avoir émigré à Oloron.
Cependant, la Première Guerre mondiale interrompit toutes les activités sportives. L'abbé Pataa, aumônier sur le front, fut remplacé par M. l'abbé Dupont qui, assisté des frères Doat, se consacra au club. Le football, sport de prédilection de l'église catholique en Béarn, fit son apparition à la J.A.B, mais le club eut du mal à s'imposer lors des championnats de l'Union Pyrénéenne.
La JAB perdit 37 de ses membres pendant la guerre.
En 1919, à la suite de la Première Guerre mondiale, l'abbé Pataa retrouva les jeunes du patronage. Cependant, les jeunes de 1907 avaient vieilli et avaient perdu la souplesse nécessaire à la pratique de la gymnastique. En 1920, le jeune évêque Pierre-Marie Théas rejoignit la Jeanne d'Arc Le Béarn, déjà renommée pour ses activités en gymnastique et football rugby.
Le football association fut pratiqué et le patronage acquit une solide réputation locale,.

### Béarn Sporting Club
Dans les années 1920, le sport roi à Pau est le rugby à XV et le patronage se lance dans ce sport, en dépit de la réticence de l’Église catholique à l'égard de ce sport. Ainsi, le « Béarn Sporting Club » voit alors le jour le 24 avril 1922 ,. Le club adopte les couleurs vert et rouge, et est basé à Saint-Martin - futur stade Jean Brouchin.
Cette même année, le jeune Jean Larqué rejoint le club. Le créateur est Joseph Terré, ancien jeune du patronage Saint-Martin et un négociant bien connu de la ville, qui avait fondé en 1909 le club colombophile de la ville. Joseph Terré était alors le président de « l'Union Pyrénéenne » depuis 1912, fonction qu'il occupe jusqu'en 1924, Son frère Henri Terré, a contribué au développement du football en Béarn en présidant l'Association Bourbaki puis en succédant à Joseph Terré à la tête de « l'Union Pyrénéenne ». Sous la direction de François Feugas, « Les Bééscistes » disputent les rencontres à domicile au terrain Sarthou, chemin Bié-Moulié (collège Jeanne d'Albret de nos jours).
Mora, transfuge de la Section paloise prend la direction du quinze. Les joueurs du « Béarn Sporting Club » sont vice-champions de France de rugby à XV de 4e série en 1923, s'inclinant en finale face au FC Carmaux,. La rumeur veut que c'est une erreur d'arbitrage qui priva le BSC d'un titre parfaitement mérité puisque les mineurs de Carmaux obtinrent la victoire grâce à un essai transformé, alors que le temps règlementaire était depuis longtemps dépassé. « Les Bééscistes » sont néanmoins promu en Deuxième Série en 1923,
Le BSC disparait toutefois en 1924 en raison de la « situation matérielle », et nombre de ces joueurs rejoignent les rangs de la Section paloise. Les caisses sont vides et le patronage ne peut plus assumer la charge.
Mais dans les rangs étaient passés de futures vedettes de l'ovale tels Daguerre (trois-quarts centre de l'A.S. Bayonnaise), Callède (demi de mêlée du CA Begles), Laborde (demi d'ouverture de l'A.S.P.O. Midi de Bordeaux) ainsi que Defrançais et Cazaubon, champions de France avec la Section paloise en 1928.
Marqué par la perte de sa femme à l'âge de 23 ans en 1915 et de son fils, Joseph Terré quitte son Béarn natal en 1926 et s'installe à Toulouse. où il devient juge au Tribunal de Commerce, et poursuit son investissement dans le rugby en devenant président du TOEC en 1928, puis dirigeant du Stade Toulousain,.
Les joueurs du TOEC publie une lettre ouverte pour le convaincre de changer d'avis.
Terré devient par la suite président du Comité des Pyrénées de l'Union Française de Rugby Amateur lors de la grave crise qui secoue le rugby français,.

### La JAB se tourne vers le football dans les années 1930
En 1934, le Béarn triompha dans le championnat de deuxième série de l'Union Pyrénéenne, permettant ainsi à la JAB d'évoluer dans l'élite régionale, en compagnie de prestigieuses équipes telles que l'Association Bourbaki, l'Élan béarnais Orthez, l'Arin luzien et la Vaillante de Gelos,,.
Après la Seconde Guerre mondiale, la reprise des activités sportives fut laborieuse pour la JAB. Le patronage connut des ajustements sociaux, notamment avec une scission parmi les jeunes de Bizanos, et afficha une volonté de développer des échanges internationaux, notamment avec Barbastro et Jaca. Jean Brouchin, attaquant de la JAB fort estimé, est tombé au champ d'honneur en 1944 pendant la Seconde Guerre mondiale, et le stade est rebaptisé en honneur à la Libération,.
Eugène Lassègue marqua l'histoire du patronage grâce à sa philosophie et à sa finesse tactique. Son credo était clair : "Mieux vaut perdre le match que perdre l'estime de l'adversaire". Il se distingua également par ses innovations tactiques, utilisant des dispositifs inscrits sur fiches. Parmi ses élèves, on compte notamment Jean-Michel Larqué, qui deviendra une figure emblématique du football français.
Parallèlement, les installations du patronage furent modernisées, et de nouvelles activités firent leur apparition, telles que le théâtre, le groupe des cors de chasse, la natation et le tennis de table. Le basketball fit également son entrée tant dans la section masculine que dans celle des féminines, cette dernière étant représentée par l'équipe de la Flèche de Saint-Martin. En 1955, le club était florissant, avec une pléiade de jeunes fiers de leur patronage et de l'esprit convivial qui y régnait.

### Époque Larqué
Les années 1960 marquèrent le début de ce que l'on peut considérer comme l'âge d'or de la JAB, avec l'arrivée de la famille Larqué qui laissa une empreinte profonde dans l'histoire du club. Plusieurs générations se succédèrent au sein de cette famille. La grand-mère paternelle de Jean-Michel Larqué occupait le poste de gardienne du stade de la Jeanne d'Arc de Béarn de Pau, tandis que son père rejoignit le club dès son plus jeune âge et en devint le président jusqu'à la fin de sa vie. Les trois fils de la famille, Jean, Henri et André Larqué, jouèrent ensemble sous le même maillot, auxquels s'ajouta Marcel Rey, l'un des gendres de la famille. Parmi les figures marquantes du club, on retrouve également des noms tels que Dominique Vésir, Michel Bensoussan, Jean-François Larios, Patrick Soubies, Serge Torreilles et Jacques Lavoignat, tous devenus joueurs professionnels aux côtés de Jean-Michel Larqué.
Jean-Michel Larqué lui-même déclara : 

« Mon père a joué, entraîné ou dirigé ce club de 5 à 85 ans, jusqu'au jour de sa mort, explique le fils en nous montrant plusieurs photos de lui avec le héros de sa vie. Je suis avant tout jabiste. J'ai appris à marcher au stade. Ma grand-mère était concierge du club. »

— Jean-Michel Larqué
La JAB de Pau peut se vanter d'avoir compté trois lauréats du concours du jeune footballeur, chacun ayant remporté le titre à 7 ans d'intervalle. Il s'agit de Jean-Michel Larqué (1964), Dominique Vésir (1971) et Serge Torreilles (1978).
Le siège de la JAB fut transféré du quartier Gontaut-Biron au Stade Jean-Brouchin le 8 février 1974.
En 1981, l'équipe junior de la JAB devint la première des Pyrénées-Atlantiques à atteindre les quarts de finale de la Coupe Gambardella. Cette année-là, la compétition était composée de huit poules de trois équipes, les premiers de chaque poule se qualifiant pour les demi-finales. Sous la direction de l'entraîneur René Lanusse (ancien capitaine de l'épopée des Bleuets et du FC Pau), les joueurs de moins de 18 ans terminèrent deuxièmes derrière le FC Limoges, pour une différence de buts minime, devançant ainsi les Girondins de Bordeaux.

Lors du 1/128e de finale de la Coupe de France 1981-1982, la JAB affronta le Toulouse FC. Les joueurs béarnais s'inclinèrent sur le score de 4 à 0 au Stade de l'Ousse des Bois.
Au début de la saison 1985, Serge Torreilles, troisième vainqueur du concours du jeune footballeur sous les couleurs de la JAB, est annoncé proche d'un retour en Béarn au FC Pau, lui qui est parti tenter sa chance à l'AS Monaco.

### Années 2000
Dans les années 2000, le club forme des joueurs comme Emmanuelle Sykora (36 sélections en Équipe de France de football féminin), Jerome et Laurent Sykora, Julien Labat, Jacky Leglib, Mathieu Aernoudt ou Laurent Bédani.

Le club fête son centenaire en organisant un match face au Variétés Club de France de Castanéda, Jean-François Domergue, Marius Trésor, Maxime Bossis, Dominique Rocheteau, Bruno Bellonne, le jabiste Dominique Vésir et les journalistes Thierry Rolland et Jacques Vendroux, qui avaient honorés leurs engagement envers Jean-Michel Larqué. Michel Platini s'était finalement abstenu.
Le club évolue en 2023 en Départemental 2 et ambitionne de retrouver le niveau régional.

## Palmarès
| Compétitions nationales & régionales                                         | Compétitions de jeunes |
| ---------------------------------------------------------------------------- | --- |
| - Promotion de Ligue du Sud Ouest: (1) - Vainqueur : 1978 - Finaliste : 1966 | - Concours du jeune footballeur (3) - Vainqueur : Jean-Michel Larqué (1964), Dominique Vésir (1971) et Serge Torreilles (1978). |
| - Coupe de France - Meilleure performance : 128e de finale en 1981-1982      | - Coupe Gambardella - Meilleure performance : 1/4 de finale en 1981-1982                                                        |

## Sections
- Football
- Pelote basque[51]

Disparues
- Athlétisme[52]
- cross-country[53]
- tir[54]
- basket-ball[55]

## Stade Jean Brouchin
Le Stade Jean-Brouchin est la propriété du patronage depuis 1908, la JAB n'a pas déménagé depuis. L'ancien du nom stade était « Stade de l'avenue de Barèges » ou « Stade Jeanne d'Arc ».
Jean Brouchin est décédé le 22 novembre 1944 âgé de 24 ans, et trouva une mort glorieuse au front à Travexin. Le stade est renommé en hommage à ce jabiste tombé au champ d'honneur. Brouchin fut un attaquant de classe à la JAB au début des années 40.
Les obsèques de Jean Brouchin, jabiste mort pour la France, sont célébrées à Bizanos le 23 décembre 1944. À cette occasion, tous les membres de la J.A.B. se sont réunis pour honorer sa mémoire, lui qui fut un dirigeant dévoué et infatigable. Un de ses amis intimes, Jean Larqué, future père de Jean-Michel Larqué, lui rendit un hommage émouvant et demanda que son nom soit gravé sur la plaque commémorative des morts de la guerre, juste avant le match J.A.B. - Pardies-Monein. Au nom des « Jeunes de Bizanos », patronage à l'origine de l'Avenir de Bizanos, M. l'abbé Teurnerie demande à M. l'abbé Lajus, représentant le patronage Saint-Martin, propriétaire du « Stade de l'avenue de Barèges », que ce stade prenne alors le nom de « Stade Jean Brouchin ».

Le stade est équipé de tribunes en 1955, construites par les frères Larqué et les bénévoles du club qui sont démolies en 2010.

« Ces catégories de tribune sont les premières de constructions courantes, on en trouve partout. Elles étaient préfabriquées avec une structure de métal et de maçonnerie. Il y a 50 ans cette tribune était un joyau puis c’est devenu une véritable verrue. »

— Jean-Michel Larqué

## Anciens membres

### JAB
- Jean Brouchin[59]
- Charles Macé[63]
- Jean Larqué[64],[65]
- Jean-Michel Larqué[64]
- Dominique Vésir[66]
- Serge Torreilles: devenu kinésithérapeute, il participe avec la délégation monégasque aux Jeux olympiques d'hiver de 2010[67].
- Michel Bensoussan[66]
- Jean-François Larios[68]
- Vincent Laban
- Emmanuelle Sykora
- Pierre-Marie Théas
- Jacques Lavoignat
- Denis Miramon[69],[70],[71]
- Roger Piteu[72]

### Béarn Sporting Club
- Jean Defrançais[73]
- Théophile Cambre